# Velká Dobrá
Velká Dobrá je obec v okrese Kladno ve Středočeském kraji, 4 km jihozápadně od Kladna a 4 km severozápadně od Unhoště. Má rozlohu 8,42 km² a žije zde přibližně 1 800 obyvatel. PSČ zdejší pošty je 273 61. K Velké Dobré patří také samota Mokřinky.

## Poloha
Obec se rozkládá v jen mírně zvlněné krajině, nadmořská výška zastavěné části se pohybuje od 395 m na západním okraji po 430 m na východě; náves ve Velké Dobré leží ve výšce 409 m. Dříve Velkou Dobrou procházela silnice I. třídy č. 6 Praha-Karlovy Vary. Dnes je provoz přenesen na novou rychlostní komunikaci, která míjí obec z jižní strany.

## Historie a současnost

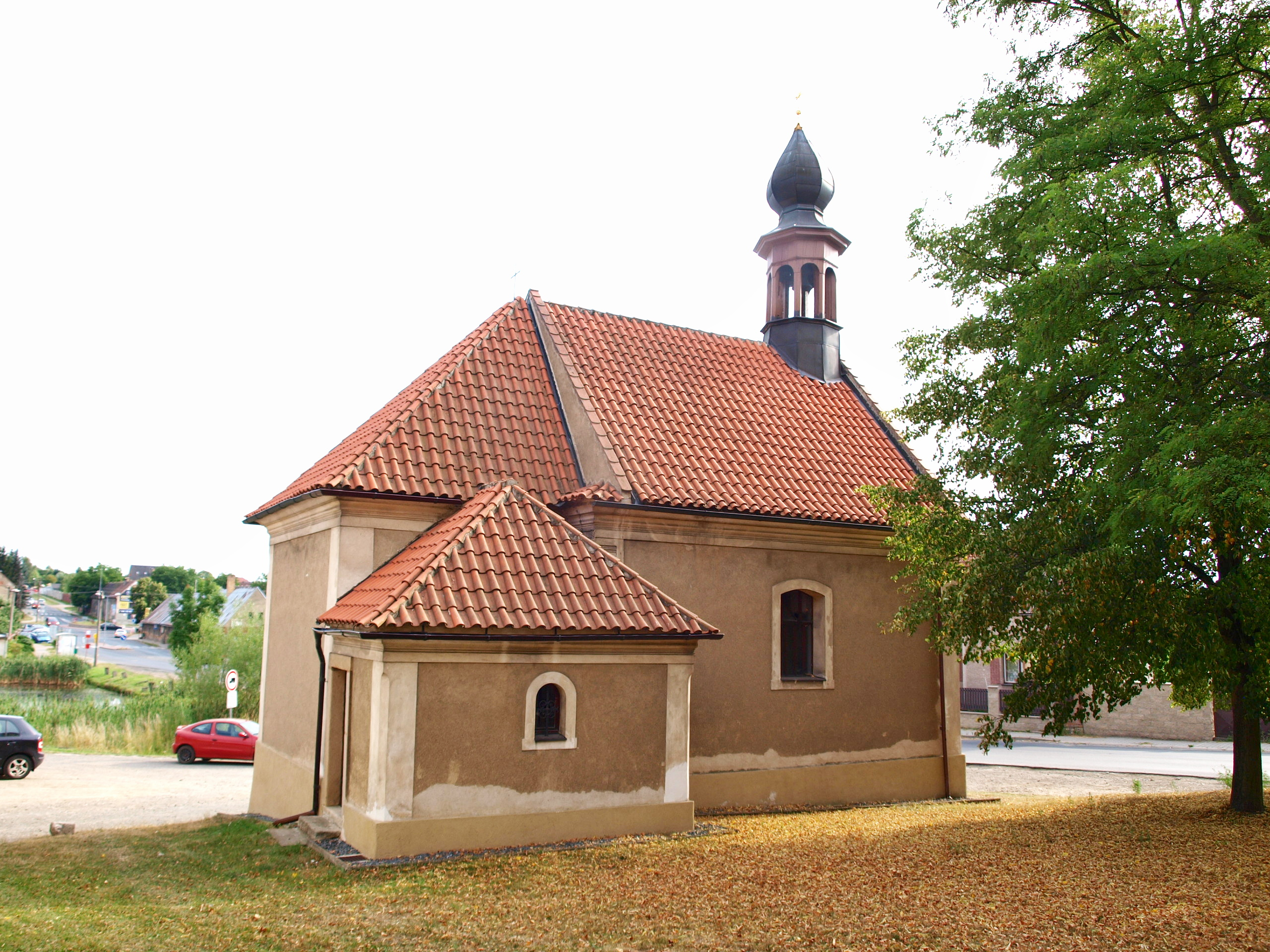
Kaple Nalezení svatého Kříže

První písemná zmínka pochází z roku 1328, kdy se připomíná jistý Bohuslav z Dobré. Po staletí zde existovaly dvě vsi, každá s vlastní tvrzí, vzdálené od sebe asi 800 metrů – jedna, v jihozápadní části dnešní obce se od 15. století pro rozlišení nazývala Velká nebo též Hořejší Dobrá, zatímco druhá, na severovýchod od ní, byla označována jako Malá neboli Dolejší Dobrá. Velký nárůst obyvatelstva v souvislosti s rozvojem kladenského hornictví a hutnictví ve druhé polovině 19. století, vedl ke stavebnímu splynutí obou vsí. K úřednímu sloučení pod názvem Velká Dobrá došlo v roce 1935.
V posledních letech se Velká Dobrá znatelně rozšířila výstavbou desítek rodinných domů na východním okraji. Největším podnikem je továrna společnosti Bontaz Centre CZ, produkující součásti spalovacích motorů. Obec má základní a mateřskou školu, působí zde fotbalový klub FC Čechie Velká Dobrá.

### Územněsprávní začlenění
Dějiny územněsprávního začleňování zahrnují období od roku 1850 do současnosti. V chronologickém přehledu je uvedena územně administrativní příslušnost obce v roce, kdy ke změně došlo:
- 1850 země česká, kraj Praha, politický okres Smíchov, soudní okres Unhošť[4]
- 1855 země česká, kraj Praha, soudní okres Unhošť[4]
- 1868 země česká, politický okres Smíchov, soudní okres Unhošť[4]
- 1893 země česká, politický okres Kladno, soudní okres Unhošť[5]
- 1939 země česká, Oberlandrat Kladno, politický okres Kladno, soudní okres Unhošť[6]
- 1942 země česká, Oberlandrat Praha, politický okres Kladno, soudní okres Unhošť[7]
- 1945 země česká, správní okres Kladno, soudní okres Unhošť[8]
- 1949 Pražský kraj, okres Kladno[9]
- 1960 Středočeský kraj, okres Kladno[10]

### Rok 1932
V obci Velká Dobrá (přísl. Malá Dobrá, 1427 obyvatel, četnická stanice, sbor dobrovolných hasičů) byly v roce 1932 evidovány tyto živnosti a obchody: biograf Sokol, elektrotechnický závod, 2 holiči, 7 hostinců, kapelník, klempíř, 2 koláři, konsum Včela, kovář, 2 krejčí, malíř pokojů, obchod s mlékem, obuvník, 2 pekaři, obchod s lahvovým pivem, pohřební ústav, 3 rolníci, 2 řezníci, 8 obchodů se smíšeným zbožím, Okresní záložna v Unhošti, Spořitelní a záložní spolek, stavební družstvo Domov, 2 trafiky, truhlář, státní velkostatek.

## Pamětihodnosti

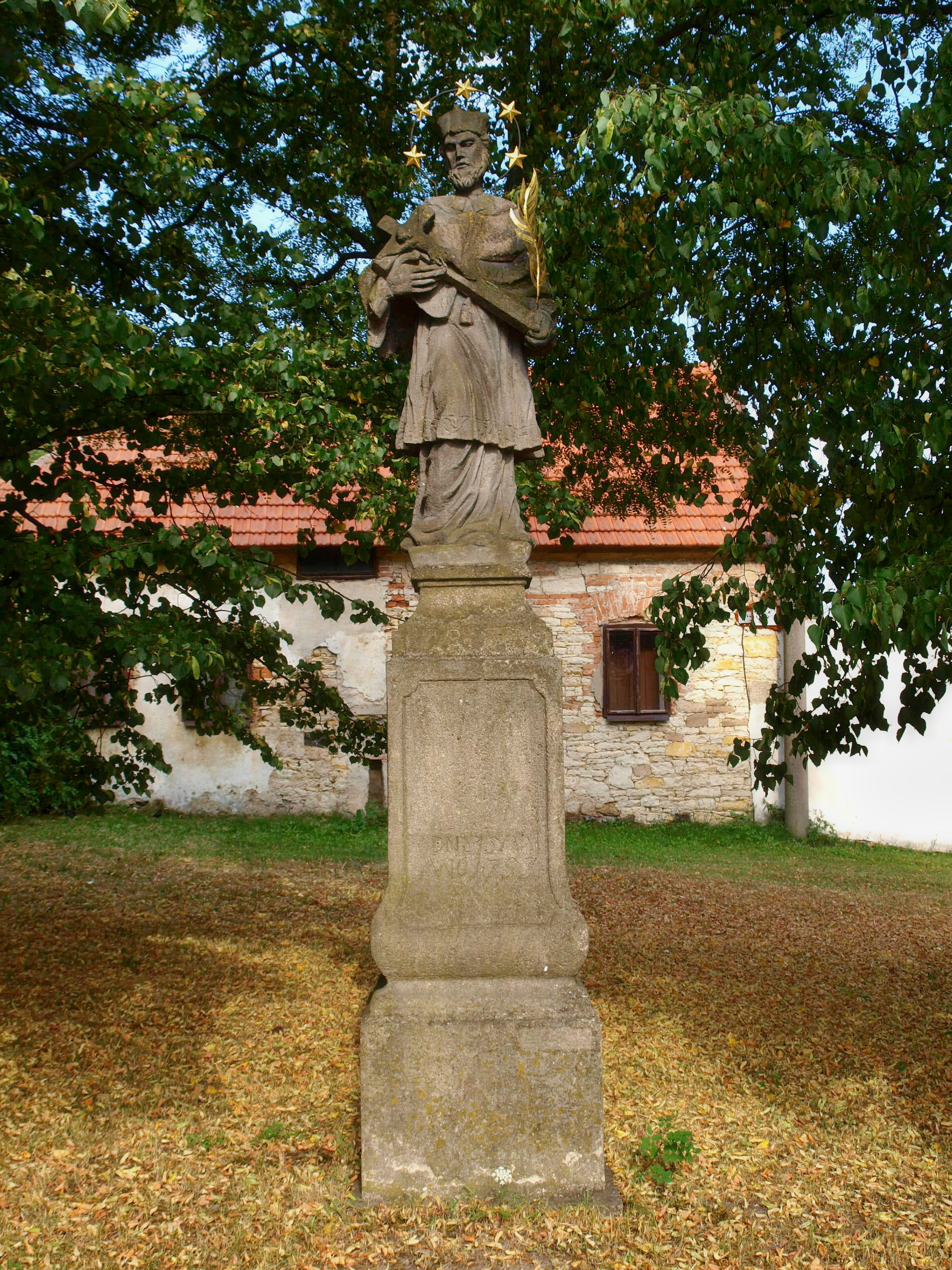
Socha svatého Jana Nepomuckého vedle kapličky

- Pozůstatky mohylového pohřebiště ze střední doby bronzové (okolo 1200 př. n. l.) v lese Hora severně od obce. Bohatá hrobní výbava, odkrytá v letech 1890–1892 Josefem Ladislavem Píčem je dnes uložena ve sbírkách Národního muzea v Praze a Přírodovědného muzea ve Vídni. V roce 1932 byly několik set metrů východněji zjištěny stopy osady z téže doby.[12]
- Kaple Nalezení sv. Kříže z let 1816–1817, na místě starší kapličky z roku 1765, stojí na návsi u rybníka v Malé Dobré.
- Socha sv. Jana Nepomuckého z roku 1753 v sousedství kaple.[13][14]
- Letiště Kladno – sportovní letiště Aeroklubu Kladno při severovýchodním okraji obce
- Přírodní památka Pod Veselovem – skalnatá západní stráň vrchu Veselov (429 m) s výskytem koniklece lučního a jiných stepních rostlin.[15]
- Na náměstí je bývalá tvrz, v době baroka upravená na zámeček lesní správy, dnes v soukromém vlastnictví.
- V areálu hospodářského dvora se nachází tvrz Malá Dobrá, která byla koncem sedmnáctého století přebudována na sýpku.[16] Před tvrzí se nachází podstavec ze sochy sv. Antonína Paduánského, která do roku 1782 stála v klášteře servitů na Bílé hoře. Roku 1782 jí družecký sedlák převezl do obce Družec. V 50. letech 20. století došlo ke zničení sochy a torzo bylo přivezeno do obce Velká Dobrá. V roce 2003 byl podstavec přemístěn do areálu hospodářského dvora, kde čeká na odbornou rekonstrukci.
- Archeologické průzkumy České společnosti archeologické v létě 2010 prokázaly přítomnost předvěkých lidí na území obce už před 400 000 lety (Homo heidelbergensis), resp. 750 000 lety (Homo antecessor). Bylo nalezeno několik tisíc kusů štípané kamenné industrie.

## Osobnosti
- Milan Hnilička (* 1973), hokejista
- Tomáš Horna (* 1980), hokejista
- Miloslav Hořava (* 1961), hokejista a hokejový trenér
- František Kaberle st. (* 1951), hokejista
- Tomáš Kaberle (* 1978), hokejista
- Vlastimil Korec (* 1972), moderátor
- Václav Mužík (1946–2019), ekonom, autor populární knihy o pěstování orchidejí
- Václav Nosek (1892–1955), komunistický politik
- Michal Prokop (* 1946), zpěvák, hudebník, moderátor, politik
- Mirek Smíšek (1925 Malá Dobrá – 2013 Nový Zéland), světoznámý keramik, mimo jiné tvůrce nádobí pro filmovou trilogii Pán prstenů.[17]

## Doprava
- Pozemní komunikace – Obcí prochází silnice II/606 Pletený Újezd – Velká Dobrá – Stochov – Nové Strašecí. Okrajem katastrálního území obce vede dálnice D6 s exitem 16 (Velká Dobrá).
- Železnice – Železniční trať ani stanice na území obce nejsou. Nejblíže obci je železniční zastávka Kladno-Rozdělov ve vzdálenosti 2,5 km, ve vzdálenosti 5 km je železniční stanice Kladno na trati 120 z Prahy do Rakovníka.

- Veřejná doprava – V obci se nachází dvě autobusové zastávky (Velká Dobrá a Velká Dobrá-škola), ve kterých od prosince 2019 zastavují čtyři autobusové linky s pravidelným jízdním řádem a jedna s nepravidelným:[18]
  - linka 305 (Rakovník, Aut. st. – Řevničov – Velká Dobrá – Praha-Zličín),
  - linka 365 (Stochov, Náměstí – Velká Dobrá – Unhošť, Nám. – Praha, Motol),
  - linka 386 (Kladno, Aut. nádr – Družec, Náměstí – Bratronice – Unhošť, Nám. – Hostivice – Praha-Zličín)
  - linka 629 (Kladno, Aut. nádr. – Doksy – Družec, Náměstí – (o víkendech Bratronice, Dolní Bezděkov))
  - linka 404 (Rakovník, Aut. st. – Nový Dům – Velká Dobrá – Praha-Zličín) – s nepravidelným jízdním řádem

## Galerie

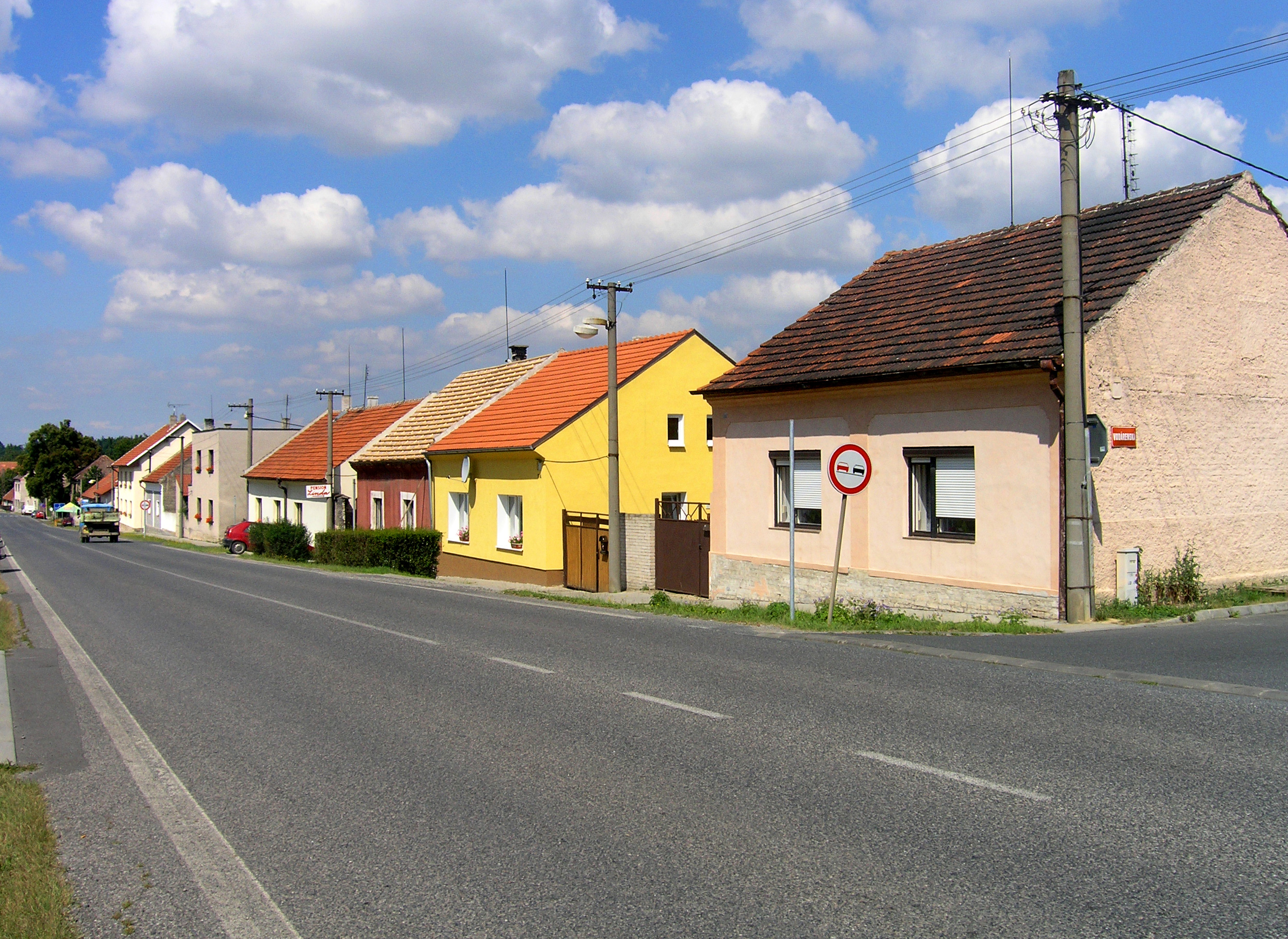
Pražská ulice
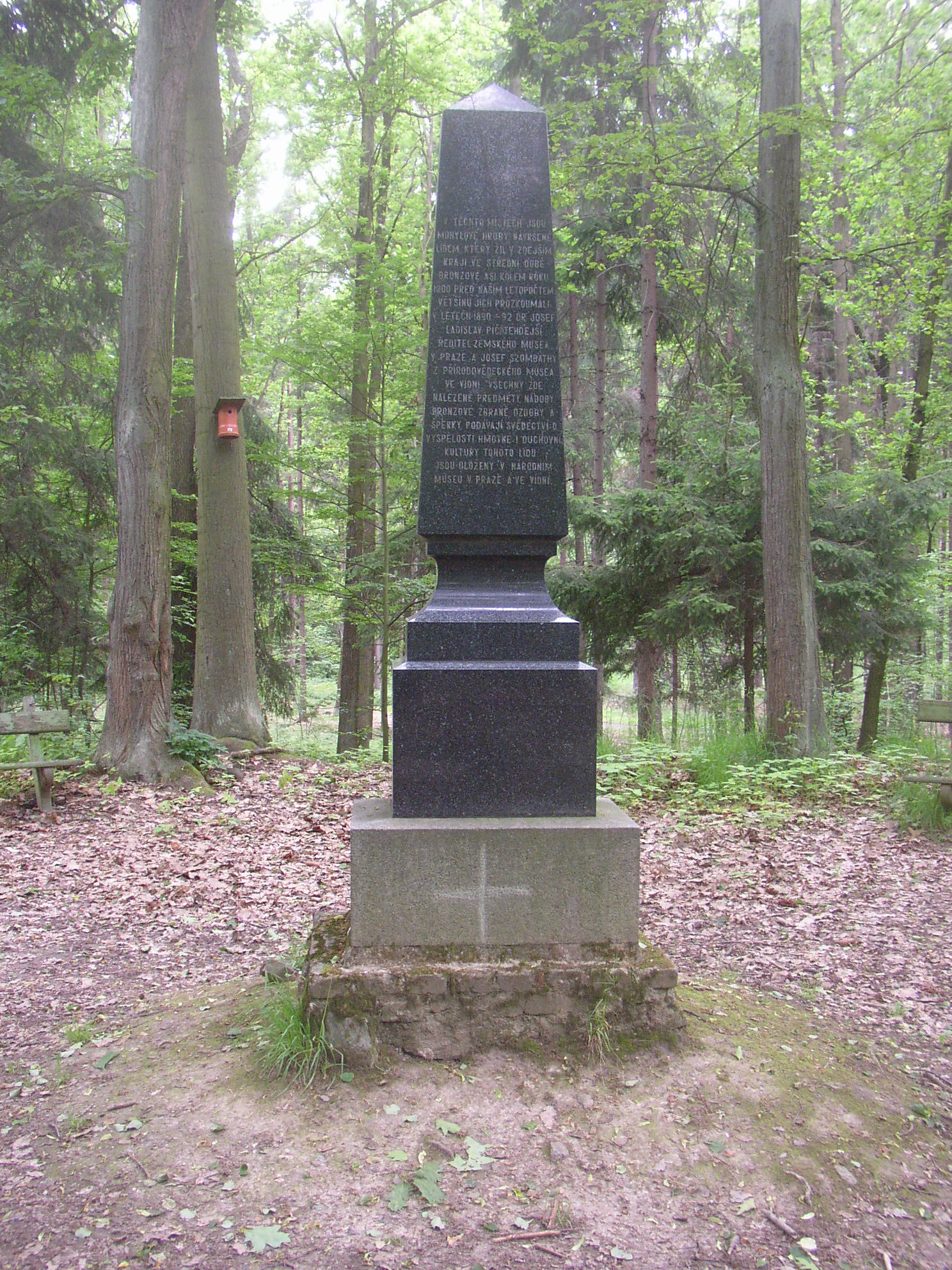
Pomník z roku 1953 připomíná archeologický výzkum mohylového pohřebiště
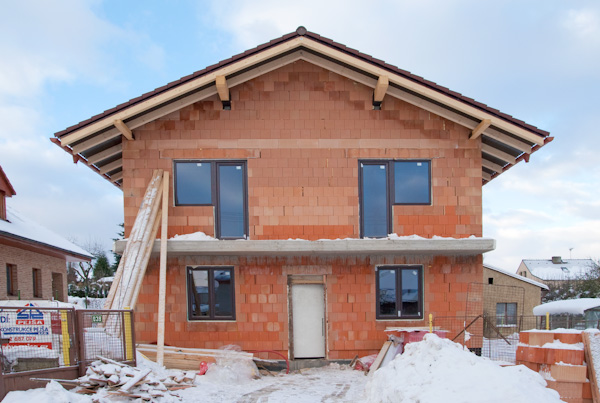
Nové rodinné domy vyrůstají nyní i v intravilánu obce